# Paul Walters
Paul Walters (ur. w 1992 w Port Elizabeth) – południowoafrykański rugbysta występujący w polskiej Ekstralidze, dwukrotnie mistrz Polski i najskuteczniejszy zawodnik Ekstraligi. Reprezentant Polski.

## Życiorys
Paul Walters pochodzi z Południowej Afryki. Został zawodnikiem rugby, grał w drużynach TUT-Vikings, a następnie w Harlequins. Miał zaliczyć występy w zespole Blue Bulls w Currie Cup. W 2016 trafił do polskiej Ekstraligi. Występował w Orkanie Sochaczew, a wiosną 2017 przeszedł do Budowlanych SA Łódź. Grając w barwach tej drużyny był najskuteczniejszym zawodnikiem ligi w mistrzowskich sezonach 2017 i 2018, był też jednym z najskuteczniejszych zawodników sezonu 2019. Przed sezonem 2020/2021 przeszedł do Ogniwa Sopot, co było jednym z najgłośniejszych transferów w Ekstralidze w 2020. Latem 2021 roku przeniósł się do Skry Warszawa, gdzie jednak początkowo nie mógł zostać zgłoszony do rozgrywek z uwagi na zakaz pozyskiwania nowych graczy nałożony przez Polski Związek Rugby na warszawski klub – z tego powodu w nowej drużynie zadebiutował dopiero w czerwcu 2022.
We wrześniu 2021 roku został powołany do reprezentacji Polski – zagrał w nieoficjalnym, towarzyskim meczu z Węgrami.